# Казали ди Фрасо (Ријети)
Казали ди Фрасо је насеље у Италији у округу Ријети, региону Лацио.
Према процени из 2011. у насељу је живело 161 становника. Насеље се налази на надморској висини од 441 м.